# Беура-Кардеца
Бѐура-Кардѐца (на италиански: Beura-Cardezza, на местен диалект: Beura e Cardescia, Беура е Кардеша) е община в Северна Италия, провинция Вербано-Кузио-Осола, регион Пиемонт. Разположена е на 257 m надморска височина. Населението на общината е 1425 души (към 2010 г.).
Административен център на общината е село Беура (Beura).